# Arne Sucksdorff
Arne Sucksdorff est un réalisateur suédois de documentaires né le 3 février 1917 à Stockholm et mort dans la même ville le 4 mai 2001 d'une pneumonie.
Considéré comme l'un des meilleurs spécialiste du documentaire. D'abord photographe, il a ensuite exalté dans une série de courts métrages les beautés de la Suède, les arbres, les lacs, les animaux (la renarde héroïne de la Grande aventure) et les hommes. Puis il a cherché une nouvelle inspiration aux Indes (la tribu des Morias, à l'est de Bombay, dans L'arc et la flûte). Son dernier film est consacré aux enfants des taudis du Brésil où il séjourna comme fonctionnaire de l'Unesco.

## Filmographie partielle
- 1944 : La Mouette (Trut!)
- 1946 : Manniskor I Stadt (Le Rythme de la ville) court-métrage sur Stockholm.
- 1947 : Symphony of a City (Människor i stad)
- 1953 : La Grande Aventure (Det stora äventyret)
- 1959 : L'Arc et la Flûte (En djungelsaga)
- 1961 : Le Garçon dans l'arbre (Pojken i trädet)
- 1965 : Chez moi à Copacabana (Mitt hem är Copacabana)